# Wonosari (Bandar)
Wonosari is een bestuurslaag in het regentschap Bener Meriah van de provincie Atjeh, Indonesië. Wonosari telt 579 inwoners (volkstelling 2010).